# Benhamyia smaragdina
Benhamyia smaragdina är en tvåvingeart som först beskrevs av Lindner 1958.  Benhamyia smaragdina ingår i släktet Benhamyia och familjen vapenflugor. Inga underarter finns listade i Catalogue of Life.